# Săuca
Săuca (ungarisch Sződemeter) ist eine Gemeinde im Kreis Satu Mare in der historischen Region Sathmar in Rumänien.

## Persönlichkeiten

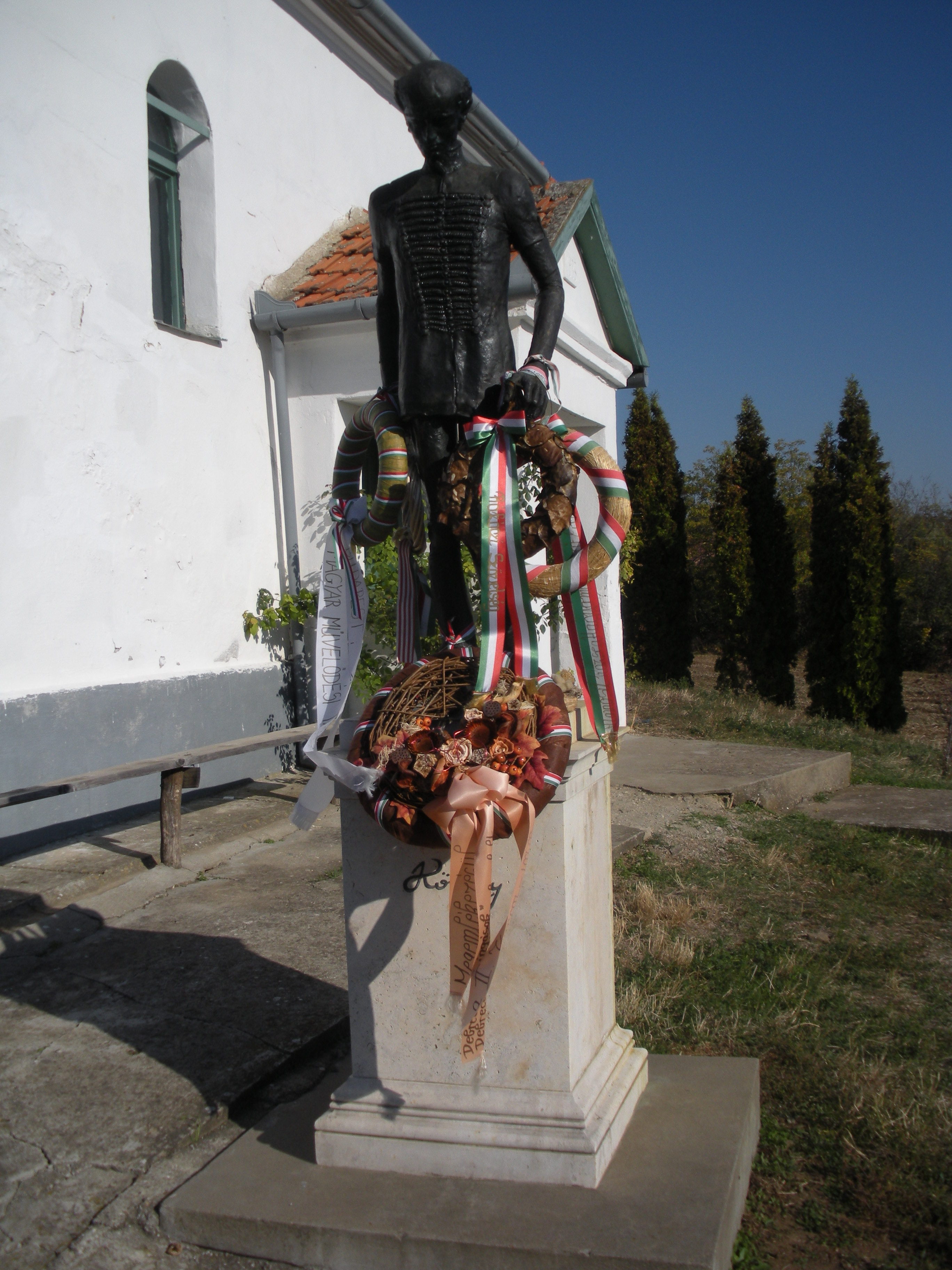
Denkmal des ungarischen Dichters Ferenc Kölcsey

- Ferenc Kölcsey (1790–1838), ungarischer Schriftsteller
- Vasiliu Pustai (1875–1953), Mitglied der Großen Nationalversammlung von Alba Iulia 1918[3]